# ما نیز مردمی هستیم
ما نیز مردمی هستیم کتابِ گفتگوی مفصّلِ امیرحسن چهل‌تن و فریدون فریاد است با محمود دولت‌آبادی.

## نام کتاب
نام کتاب برگرفته است از جمله‌ای از رمان جای خالی سلوچ.